# IVIC-Syndrom
Die IVIC-Syndrom ist eine sehr seltene angeborene Erkrankung mit den Hauptmerkmalen Schwerhörigkeit und radialen Strahldefekten.
Synonyme sind:  Okulo-oto-radiales Syndrom; englisch radial ray defects, Hearing impairment, external ophthalmoplegia, and thrombocytopenia, oculootoradial Syndrome; OORS
Die Bezeichnung bezieht sich auf das „Instituto Venezolano de Investigaciones Cientificas“, an dem die Erstbeschreibung im Jahre 1980 durch den venezolanischen Humangenetiker Sergio Arias erfolgte.
Das Syndrom ist nicht zu verwechseln mit dem Arias-Syndrom (Crigler-Najjar-Typ II).

## Verbreitung
Die Häufigkeit ist nicht bekannt, bislang wurden erst wenige Familien beschrieben. Die Vererbung erfolgt autosomal-dominant.

## Ursache
Der Erkrankung liegen Mutationen im SALL4-Gen auf Chromosom 20 Genort q13.2 zugrunde.

## Klinische Erscheinungen
Klinische Kriterien sind:
- Radialer Strahldefekt mit Aplasie oder Hypoplasie des Radius und Daumen, erheblich unterschiedlich in der Ausprägung (Radiusaplasie)
- Mittel- oder Innenohr-Schwerhörigkeit
- Strabismus
- Thrombopenie Leukozytose

hinzu kann eine Analatresie kommen.

## Diagnose und Differentialdiagnose
Die Diagnose ergibt sich aus den klinischen Befunden, im Röntgenbild finden sich Defekte am Karpalgelenk und an den Fingern.
Abzugrenzen ist das Aase-Syndrom.